# Bukit Rambai
Bukit Rambai (en malayo: Bukit Rambai) es una localidad de Malasia, en el estado de Malaca.
Se encuentra a 10 m sobre el nivel del mar. 

## Demografía
Según estimación 2010 contaba con 18343 habitantes.